# 12210 Prykull
12210 Prykull è un asteroide della fascia principale. Scoperto nel 1981, presenta un'orbita caratterizzata da un semiasse maggiore pari a 2,2080476 au e da un'eccentricità di 0,1073194, inclinata di 7,59774° rispetto all'eclittica.
L'asteroide è dedicato allo statunitense Cory J. Prykull.